# 간정맥
인체 해부학에서 간정맥(肝靜脈, hepatic veins)은 간에서 나오는 혈액을 모아 아래대정맥으로 보내는 정맥으로, 간문맥이 위장관계 장기들의 혈액을 모아 간으로 보내는 것과 대조적이다.(p. 1212) 대개 오른간정맥, 중간간정맥, 왼간정맥의 큰 세 개의 가지로 나뉜다. 간정맥에는 판막이 존재하지 않는다.

## 구조
간정맥은 보통 오른간정맥, 중간간정맥, 왼간정맥으로 나뉜다.(p. 1212) 이들은 각각 간의 오른쪽, 중간, 왼쪽 부분에서 혈액을 모으고, 모두 간 위쪽의 아래대정맥으로 합류한다.(p. 1212) 세 정맥의 구조에는 변이가 있을 수 있다.

### 오른간정맥
오른간정맥 또는 우간정맥(right hepatic vein)은 보통 모든 간정맥 중에 가장 길고 크다. 간의 구역 중에서 6번과 7번 구역 전체의 혈액을 모으며, 사람마다 정도는 다르지만 5번과 8번 구역의 혈액도 모은다. 5번과 8번 구역에서의 혈액은 중간간정맥이나 해부학적 변이로 존재하는 덧정맥(accessory veins)이 대신 모으기도 한다. 간의 아래쪽 모서리 근처에서 앞쪽으로 기시하며, 오른문맥틈새(우문맥열, right portal fissure)를 따라 주행하다가 꼬리엽의 위쪽 경계 부근에서 아래대정맥으로 합류한다. 보통 하나의 혈관인 상태에서 아래대정맥으로 합쳐지지만, 가끔 두 개의 정맥으로 나눠진 상태로 합쳐지기도 한다.(p. 1212)

### 중간간정맥
중간간정맥 또는 중간정맥(middle hepatic vein)은 간의 중간 부분, 즉 4번, 5번, 8번 구역의 혈액을 모은다. 대개 왼간정맥으로 먼저 합류하며 짧은 정맥줄기를 형성하고, 이후 아래대정맥으로 합쳐진다. 중간간정맥이 따로 아래대정맥으로 합류하는 인구는 10% 미만이다.(p. 1212)

### 왼간정맥
왼간정맥은 대부분 2번과 3번 구역, 간혹 4번 구역의 혈액을 모은다. 배꼽틈새정맥(제대열창정맥, umbilical fissue vein)은 왼간정맥의 주요 지류이다.(p. 1213) 왼간정맥은 보통 중간간정맥과 합쳐져 공통의 정맥줄기를 형성한 뒤 아래대정맥으로 합류한다.(p. 1212)

## 임상적 중요성
간정맥의 해부학과 변이는 간의 절제나 이식에서 중요하다.
버드 키아리 증후군은 간정맥이 폐쇄되며 나타나는 드문 질환이다. 원발성 골수증식성 질환이 주된 원인으로, 과응고 상태가 동반되는 경우가 많다. 간정맥이 막히면 간의 굴모양혈관 압력이 높아지며 혈류량이 감소한다. 이로 인해 굴모양혈관이 늘어나며 간질액이 여과되어 나오면서 간에 울혈이 발생한다. 울혈로 인해 간문맥압이 증가하며 간문맥을 통한 관류량이 줄어들며 간세포는 저산소성 손상을 입게 된다. 이로 인해 문맥고혈압이나 복수 등이 발생한다.
목정맥경유간속문맥전신순환지름술(TIPS)은 잘 조절되지 않는 복수나 정맥류로 인한 출혈 시 문맥고혈압을 완화시키기 위해 주로 실시하는 술식으로, 간문맥과 간정맥 사이에 단락을 만들어 간문맥의 혈류를 체순환으로 보낼 수 있도록 만든다.